# Tell It to the Marines (film 1918)
Tell It to the Marines è un film muto del 1918 diretto da Arvid E. Gillstrom.

## Trama
Stanchissime dopo una giornata passata a giocare scherzi a tutti quelli che capitano loro a tiro, le due sorelline, Jane e Katherine, cadono addormentate. Dopo aver visto un film sulla guerra che si sta combattendo in Europa, Jane sogna che due eserciti, composti di bambolotti meccanici, stanno avanzando uno contro l'altro in battaglia: Trick è a capo delle truppe tedesche, colpevoli di atrocità; Track è a capo dell'esercito alleato che vince la guerra. Alla fine, con un soprassalto, Jane si sveglia, scoprendo che è stato tutto un sogno.

## Produzione
Il film fu prodotto dalla Fox Film Corporation.

## Distribuzione
Distribuito dalla Fox Film Corporation, il film uscì nelle sale cinematografiche USA il 13 ottobre 1918.